# Madman Across the Water
Madman Across the Water je čtvrté studiové album anglického hudebníka Eltona Johna. Vydáno bylo v listopadu 1971 společnostmi Uni Records a DJM Records. Producentem alba byl Gus Dudgeon, který s Johnem spolupracoval již v minulosti, a nahráno bylo v londýnském studiu Trident Studios. V hitparádě UK Albums Chart se deska umístila na 41. příčce, zatímco v americké Billboard 200 na osmé.

## Seznam skladeb
Autorem veškeré hudby je Elton John, texty napsal Bernie Taupin.
1. „Tiny Dancer“ – 6:15
2. „Levon“ – 5:22
3. „Razor Face“ – 4:44
4. „Madman Across the Water“ – 5:56
5. „Indian Sunset“ – 6:45
6. „Holiday Inn“ – 4:17
7. „Rotten Peaches“ – 4:56
8. „All the Nasties“ – 5:08
9. „Goodbye“ – 1:48

## Obsazení
- Elton John – zpěv, klavír
- Roger Pope – bicí
- David Glover – baskytara
- Caleb Quaye – kytara
- B. J. Cole – steel kytara
- Davey Johnstone – kytara, mandolína, sitár
- Lesley Duncan – doprovodné vokály
- Sue & Sunny – doprovodné vokály
- Barry St. John – doprovodné vokály
- Liza Strike – doprovodné vokály
- Roger Cook – doprovodné vokály
- Tony Burrows – doprovodné vokály
- Terry Steele – doprovodné vokály
- Paul Buckmaster – aranžmá
- Barry Morgan – bicí
- Brian Odgers – baskytara
- Brian Dee – harmonium
- Rick Wakeman – varhany
- Jack Emblow – akordeon
- Terry Cox – bicí
- Herbie Flowers – baskytara
- Ray Cooper – perkuse, tamburína
- Chris Spedding – kytara
- Diana Lewis – syntezátor
- Chris Laurence – kontrabas
- Cantores em Ecclesia Choir – doprovodné vokály
- Nigel Olsson – bicí, doprovodné vokály
- Dee Murray – baskytara, doprovodné vokály